# Los Dulces Nombres
Los Dulces Nombres är en ort i Mexiko.   Den ligger i kommunen Santa Cruz de Juventino Rosas och delstaten Guanajuato, i den centrala delen av landet, 230 km nordväst om huvudstaden Mexico City. Los Dulces Nombres ligger 1 768 meter över havet och antalet invånare är 1 258.
Terrängen runt Los Dulces Nombres är platt åt sydost, men åt nordväst är den kuperad. Runt Los Dulces Nombres är det tätbefolkat, med 411 invånare per kvadratkilometer. Närmaste större samhälle är Santa Cruz de Juventino Rosas, 3,0 km väster om Los Dulces Nombres. Trakten runt Los Dulces Nombres består till största delen av jordbruksmark.